# .localhost
 (août 2024).
Si vous disposez d'ouvrages ou d'articles de référence ou si vous connaissez des sites web de qualité traitant du thème abordé ici, merci de compléter l'article en donnant les références utiles à sa vérifiabilité et en les liant à la section « Notes et références ».
.localhost est un domaine de premier niveau réservé. Un domaine de premier niveau réservé est un domaine de premier niveau qui n’est pas destiné à être utilisé dans le système de nom de domaine (Domain Name System) d’Internet, mais qui est réservé à un autre usage.
Le domaine .localhost est réservé pour éviter tout conflit avec l'utilisation traditionnelle de localhost.

## Historique
Ce domaine a été défini en juin 1999 par le RFC 2606, en même temps que les domaines .test, .invalid et .example.

## Utilisation
La réservation explicite de ce domaine vise à éviter toute confusion avec le nom d'hôte  localhost, qui est le nom de l'interface loopback, dans la plupart des systèmes TCP/IP. Le domaine .localhost a traditionnellement été défini statiquement dans les implémentations DNS comme ayant un enregistrement A ou AAAA (adresse) pointant à l’adresse loopback IP 127.0.0.1 (pour IPv4) et ::1 (pour IPv6) et est donc réservé à cet usage. Toute autre utilisation serait en conflit avec des algorithmes largement déployées sur la base de cette utilisation.

## Gestion
Aucune inscription n’est possible dans ce domaine, car le domaine n'est pas inclus dans les serveurs racines du DNS.